# 上野沼
上野沼（うえのぬま）は、茨城県桜川市上野原地新田にある人工の沼。江戸時代初期（1680年）に灌漑用として作られ、かつては新池と呼ばれた。

## 概要
沼の面積は約14.8ヘクタール、沼底は比較的に浅く、コイ、フナなどが生息している。
国道50号線に面しており、湖畔には「上野沼やすらぎの里キャンプ場」がある。レストランやホテル、病院なども建ち並ぶ。周囲が専用の遊歩道に囲まれており、手こぎの貸しボートで沼を遊覧できる。遊歩道には約240本のサクラが植えられており、周辺もクヌギやアカマツ、コナラなどに囲まれ、自然環境保全地域に指定されている。
国道を挟んだ反対側には、休憩施設「U-CITYつくば」があり、食事や小休止、ゲーム、ゴルフ練習、入浴ができる。霞ヶ浦用水が接続されており、農業用水、工業用水、水道水などに利用されている。以前は、周辺に観覧車やプールなどがあって、お化け屋敷、戦隊、ヒーローもののイベントなども行われていた。沼の中央付近には噴水があり、高さは約20メートル、幅は約30メートルである。夜間は噴水にあわせ緑色と白色の2色によるライトアップを行う。